# Callitomis luzonensis
Callitomis luzonensis är en fjärilsart som beskrevs av Alfred Ernest Wileman och Reginald James West 1925.
Callitomis luzonensis ingår i släktet Callitomis och familjen björnspinnare. Inga underarter finns listade i Catalogue of Life.